# العياشي الهمامي
العياشي الهمامي ولد في 1959، هو ناشط حقوقي وسياسي تونسي.

## السيرة الذاتية
العياشي الهمامي متحصل على شهادة الدراسات المعمقة في القانون الدولي العام، ويشتغل بذلك محاميا في محكمة التعقيب. وهو كذلك عضو الهيئة المديرة الرابطة التونسية للدفاع عن حقوق الإنسان والمكتب التنفيذي للشبكة الأوروبية المتوسطية لحقوق الإنسان. 

كناشط حقوقي، كان الهمامي عضوا مؤسسا لهيئة 18 أكتوبر للحقوق والحريات وأصبح بعد الثورة التونسية في 2011 عضوا في الهيئة العليا لتحقيق أهداف الثورة والإصلاح السياسي والانتقال الديمقراطي. 

في 2019، اقترحته الجبهة الشعبية لعضوية المحكمة الدستورية، لكن الأمر لم يتم بسبب خلافات داخل مجلس نواب الشعب. 

في 27 فبراير 2020، عين في منصب وزير معتمد لدى رئيس الحكومة التونسي مكلف بحقوق الإنسان والعلاقة مع الهيئات الدستورية والمجتمع المدني في حكومة إلياس الفخفاخ. في هذا المنصب، أمر بنشر التقرير الختامي الشامل لهيئة الحقيقة والكرامة في الرائد الرسمي للجمهورية التونسية.